# Житловий будинок з магазинами (Вінниця)
Житловий будинок з магазинами – пам’ятка архітектури та містобудування місцевого значення (охоронний номер 354-М від 25.07.1997). Внесений до Державного реєстру нерухомих пам’яток України (охоронний №354-Вн від 30.12.2020).
Розташований у ВінницІ на вул. Соборній, 81.

## Історія
Чотирьохповерховий житловий будинок був побудований у 1936 році за проектом архітектора Леоніда Черленіовського. В архітектурному плані будівля відноситься до перехідного періоду, коли класична спадщина прийшла на зміну конструктивізму для доповнення забудови. Після побудови кілька разів проводилося перепланування та вносилися зміни функціонального призначення приміщень.
Будинок використовується за первісним призначенням, є житловим будинком, на першому поверсі працюють магазинами.

## Планування та архітектура
За своїм призначенням будівля є житловою забудовою, має підвал та одноповерхову прибудову, що слугувала котельнею будинку. На рівні першого поверху, приміщення якого використовуються під магазини, обладнаний проїзд до дворової території. 
Житлова частина складається з трьох під’їздів, вхід до якої передбачений з дворової території трьохмаршовими сходовими клітинами. В композиції головного фасаду розміщені лоджії із круглими колонами та вітражі сходових клітин, які завершуються спрощеним аттиком. 
На першому поверсі обладнані аркоподібні віконні та дверні отвори з рустованими простінками; лоджії підкреслені ризалітами. Від жилих поверхів відокремлений горизонтальною тягою.